# 植草凛
植草 凛（うえくさ りん、1996年6月30日 - ）は、沖縄テレビ放送の男性アナウンサー。

## 人物
兵庫県西宮市出身。兵庫県立西宮北高等学校、関西外国語大学を卒業後の2019年、沖縄テレビ放送に入社した。
祖父・植草貞夫（元朝日放送）、実父・植草結樹（長崎放送→テレビ大阪）、叔父・植草朋樹（RKB毎日放送→テレビ東京）を含め、植草家において5人目のアナウンサーとしてデビューした。実父・叔父を含め植草貞夫の子孫はいずれも九州（沖縄含む）の放送局からアナウンサーデビューをしたことにもなる。また、祖母（1998年死去）も朝日放送のアナウンサーだった。2023年4月には弟の植草峻も叔父の朋樹が所属したRKB毎日放送にアナウンサーとして入社している。

## 担当番組
- スポーツ中継（FC琉球、琉球コラソン、春の高校バレー、全国高等学校サッカー選手権大会他）
- OTVニュース（スポットニュース、および一部FNNニュース枠のローカル枠）